# Золотаревка (Беловский район)
Золотаревка — деревня в Беловском районе Курской области. Входит в Ильковский сельсовет.

## География
Деревня находится на реке Илёк в бассейне Псла, в 95 км к юго-западу от Курска, в 12,5 км к юго-западу от районного центра — Белая, в 2,5 км от центра сельсовета — Илек.
Климат
Золотаревка, как и весь район, расположен в поясе умеренно континентального климата с тёплым летом и относительно тёплой зимой (Dfb в классификации Кёппена).

## Население
| 2002 | 2010 |
| ---- | ---- |
| 139  | ↘99  |

## Инфраструктура
Личное подсобное хозяйство. В деревне 51 дом.

## Транспорт
Золотаревка находится в 3 км от автодороги регионального значения 38К-001 (Белая — Мокрушино — граница Белгородской области), на автодороге межмуниципального значения 38Н-014 (38К-001 — Илек), в 7 км от ближайшего ж/д остановочного пункта 94 км (линия Льгов I — Подкосылев).
В 76 км от аэропорта имени В. Г. Шухова (недалеко от Белгорода).